# Drosophila quadriserrata
Drosophila quadriserrata este o specie de muște din genul Drosophila, familia Drosophilidae, descrisă de Toyohi Okada și Carson în anul 1982. Conform Catalogue of Life specia Drosophila quadriserrata nu are subspecii cunoscute.